# Джаната
Джа́ната (Народна партія) — індійська політична партія, що існувала у 1977—2013 роках. Була створена в результаті об'єднання партій Бхаратія Джана санґх, Бхарат Лок дал, Соціалістичної партії, Конгресу за демократію та деяких членів Індійського національного конгресу з метою усунення від влади прем'єр-міністра Індіри Ганді, яку вони звинувачували в авторитаризмі, непотизмі й корупції.

## Історія
Джаната здобула перемогу на парламентських виборах 1977 року, ставши першою партією, що завдала поразки Індійському національному конгресу. Сформований партією уряд відновив дипломатичні відносини з КНР, покращив стосунки з Пакистаном та відстоював на світовій арені індійську ядерну політику. Було створено трибунал для розслідування зловживань під час надзвичайного стану, якому, однак, не вдалось притягнути Індіру Ганді до відповідальності.
Об'єднуючи ідеологічно різні політичні сили (від консерваторів до соціалістів), Джаната виявилась недостатньо міцною організацією, не змогла попередити зростання дезорганізації й неефективності в управлінні, а також проявів корупції серед її членів. 1980 року вона програла парламентські вибори новій партії Індійський національний конгрес (Індіра) та зазнала кількох розколів у 1980-х роках.
Члени Джаната, які прийшли до неї з Бхаратія Джана Санґхи, пізніше створили Бхаратія джаната парті та Джаната дал. 2013 року партію було розформовано.